# La Roquette-sur-Siagne
La Roquette-sur-Siagne é uma comuna francesa na região administrativa da Provença-Alpes-Costa Azul, no departamento Alpes Marítimos. Estende-se por uma área de 6,31 km², com  (Roquettans) 4445 habitantes, segundo os censos de 1999, com uma densidade de 704 hab/km².